# Konrad Geßner
Konrad Geßner (Erfurt, 25 december 1995) is een Duits voormalig wielrenner.

## Carrière
In 2016 won Geßner de belofteneditie van de Rund um den Finanzplatz Eschborn-Frankfurt door in de massasprint de Belgen Benjamin Declercq en Christophe Noppe achter zich te laten. Zes dagen later werd hij vijfde in de massasprint in de tweede etappe van de Szlakiem Grodów Piastowskich. Vijf dagen na die Poolse etappekoers stond Geßner aan de start van de Ronde van Berlijn, waar hij met zijn team achtste werd in de teamproloog. In twee van de overige vier etappes wist Geßner bij de beste vier renners te finishen. In juni sprintte Geßner naar de derde plaats in de tweede etappe van de Ronde van Małopolska, achter Mateusz Komar en Adrian Brzózka. Een week later werd hij, achter Pascal Ackermann, tweede op het nationale kampioenschap op de weg voor beloften en eindigde hij op plek 34 in de tijdrit. In de wegwedstrijd bij de eliterenners sprintte Geßner naar de zesde plaats.
In 2017 werd Geßner door zijn ploeg Rad-net Rose geselecteerd voor de Challenge Mallorca, waarin hij in de laatste manche, de Trofeo Palma, als vijftiende finishte. In maart van dat jaar sprintte hij naar de zevende plaats in de Trofej Umag. Later die maand nam hij deel aan de Ronde van Normandië, waar hij in de vijfde etappe tweede werd. Enkel Johim Ariesen bleef hem voor. In september van dat jaar werd hij tiende in het door Fernando Gaviria gewonnen Kampioenschap van Vlaanderen.
In 2018 maakte Geßner de overstap naar Leopard Pro Cycling. In februari sprintte hij in de eerste etappe van de Ronde van Antalya naar de derde plaats, achter Matteo Moschetti en Jakub Mareczko. Verder in het jaar en in 2019 wist hij geen ereplaatsen te behalen. In 2019 stopte hij zijn professionele carrière.

## Overwinningen
2016
Rund um den Finanzplatz Eschborn-Frankfurt, Beloften

## Ploegen
- 2017 –  Rad-net Rose Team
- 2018 –  Leopard Pro Cycling
- 2019 –  Leopard Pro Cycling

Brockhoff · Geßner · Krieger · Leyder · Maciejuk · Pons · Quarterman · Rekita · Reynders · Schlechter · Spengler · Wirtgen